# هولتون کام بکرینگ
هولتون کام بکرینگ (به انگلیسی: Holton cum Beckering) یک روستا و محله مدنی در بریتانیا است که در West Lindsey واقع شده‌است. هولتون کام بکرینگ ۱۴۰ نفر جمعیت دارد.